# Б'юна (Нью-Джерсі)
Б'юна (англ. Buena) — місто (англ. borough) в США, в окрузі Атлантик штату Нью-Джерсі. Населення — 4501 особа (2020).

## Географія
Б'юна розташована за координатами 39°31′45″ пн. ш. 74°56′43″ зх. д. / 39.52917° пн. ш. 74.94528° зх. д. (39.529170, -74.945205).  За даними Бюро перепису населення США в 2010 році місто мало площу 19,63 км², з яких 19,63 км² — суходіл та 0,00 км² — водойми.

## Демографія
Згідно з переписом 2010 року, у селищі мешкали 4603 особи в 1723 домогосподарствах у складі 1159 родин. Було 1855 помешкань
Расовий склад населення:
| - 73,5 % — білих - 9,4 % — чорних або афроамериканців - 1,8 % — азіатів - 0,7 % — корінних американців - 0,1 % — вихідців з тихоокеанських островів - 11,6 % — осіб інших рас |

До двох чи більше рас належало 2,9 %. Частка іспаномовних становила 29,4 % від усіх жителів.
За віковим діапазоном населення розподілялося таким чином: 24,9 % — особи молодші 18 років, 60,9 % — особи у віці 18—64 років, 14,2 % — особи у віці 65 років та старші. Медіана віку мешканця становила 37,4 року. На 100 осіб жіночої статі у селищі припадало 92,4 чоловіків;  на 100 жінок у віці від 18 років та старших — 88,3 чоловіків також старших 18 років.
Середній дохід на одне домашнє господарство  становив 67 920 доларів США (медіана — 46 169), а середній дохід на одну сім'ю — 77 259 доларів (медіана — 66 042). Медіана доходів становила 65 066 доларів для чоловіків та 36 520 доларів для жінок. За межею бідності перебувало 10,9 % осіб, у тому числі 13,5 % дітей у віці до 18 років та 7,0 % осіб у віці 65 років та старших.
Цивільне працевлаштоване населення становило 1871 осіб. Основні галузі зайнятості: освіта, охорона здоров'я та соціальна допомога — 23,4 %, будівництво — 16,6 %, виробництво — 13,1 %, науковці, спеціалісти, менеджери — 12,9 %.